# Senbagh
Senbagh è un sottodistretto (upazila) del Bangladesh situato nel distretto di Noakhali, divisione di Chittagong. Si estende su una superficie di 159,83 km² e conta una popolazione di 283.145 abitanti (dato censimento 1991).